# Торговая война
Торговая война (англ. trade war), Торговый спор (нем. Handelsstreit) — торговое соперничество двух или более государств, проводящееся с целью захвата зарубежных рынков (наступательная торговая война) или предотвращения торговой «оккупации» национальной экономики (оборонительная торговая война).
Торговая война между государствами или союзами государств (федераций, конфедераций) может включать в себя взаимные повышенные (пониженные) пошлины, тарифы и ограничения, которое затрагивает население, предприятия, предпринимателей и другие структуры обеих государств или союзов государств (федераций, конфедераций), а также оказывает влияние на мировые рынки, тех или иных товаров и услуг.

## Особенности
Изучение причин и методов ведения торговых войн составляет прерогативу различных наук, в том числе геоэкономики и мировой экономики. Торговая война может проводиться в рамках более широкого фронта «боевых действий» — так называемой экономической войны.
Экономисты классического направления отрицательно относятся к торговым войнам, считают что их проведение приводит к уменьшению экономического благосостояния всех государств вовлеченных в конфликт. В то же время, торговые войны теоретически оправдываются в рамках многих теоретических концепций, в том числе в рамках институциональной и кейнсианской теорий.
Основные методы ведения наступательной торговой войны:
- понижения экспортных таможенных тарифов;
- повышение экспортных квот;
- использование демпинговых цен;
- в исключительных случаях используется экономическая блокада и эмбарго;
- объявление продукции конкурентов вредной для потребителей или экологии, заявления могут сопровождаться продвижением международных нормативных актов и стандартов, запрещающих или существенно ограничивающих производство и использование продукции конкурентов.

К методам оборонительной торговой войны относится возведение торговых барьеров (англ. trade barriers):
- повышение импортных таможенных пошлин (в том числе использование уравнительных пошлин (англ. сountervailing duty), предусматривающих повышение цены импортируемого товара до уровня внутренних цен с целью предотвращения демпинга);
- снижение импортных квот;
- введение нетарифных ограничений (англ. non-tariff restrict) — барьеров, связанных с усложнением процедуры лицензирования и нагромождением таможенных формальностей;
- введение технических барьеров, предусматривающих возникновение сложностей с соответствием импортных товаров национальным стандартам и техническим условиям.

В случае, если все государства, ведущие торговую войну, придерживаются оборонительной тактики, возникает вероятность возникновения своеобразной «коллективной автаркии».
Торговые войны нередко перерастают в вооружённые конфликты, особенно в случае попыток прорвать торговую блокаду.

## Примеры
- Торговая война США с Японией
- Американо-китайская торговая война (2018 год).
- Торговая война между США и Китаем (2025)
- Торговая война США с Канадой и Мексикой с 2025 года.